# Lubecká hudební akademie
Lubecká hudební akademie (německy Musikhochschule Lübeck) se nachází v historickém Lubeku ve Šlesvicku-Holštýnsku. Ve Šlesvicku-Holštýnsku je jedinou konzervatoří na vysokoškolské úrovni. Škola byla založena roku 1973, ale její tradice sahá až do roku 1911.
Konzervatoř je součástí Baltské asociace hudebních akademií.